# Psicofarmacologia
Psicofarmacologia ou farmacopsiquiatria é a área da psiquiatria que trata da relação entre o uso de drogas (substâncias psicoativas) e as alterações psíquicas diversas da ordem do humor, cognição, comportamento, psicomotricidade e personalidade.  Atribui-se ao psiquiatra alemão Emil Kraepelin (1856 - 1926) cunhagem do termo “farmacopsicologia” em 1892. 
Seu objeto de estudo concentra-se nas ações e efeitos de drogas psicoativas que possuem terapia potencial ou efetiva para distúrbios mentais, distinguindo-se da neurofarmacologia que corresponde  ao estudo do modo como as drogas afetam funções do sistema nervoso em níveis molecular, celular, sináptico, da rede ou circuitos nervosos e do comportamento; além da proposição tratar uma série de doenças neurológicas, que não a doença mental. Ambos estes ramos da farmacologia estão intimamente associados, uma vez que se referem às interações com neurotransmissores, neuropeptídeos, neuromoduladores, enzimas, proteínas receptoras, segundos mensageiros, co-transportadores e canais iónicos no sistema nervoso central e periférico. 
Drogas psicoativas podem ser originárias de fontes naturais como plantas e animais, ou artificiais como as sintetizadas nos laboratórios químicos da indústria farmacêutica. Estas drogas interagem com alvos específicos ou receptores encontrados no sistema nervoso para induzir diferentes mudanças nas funções fisiológicas ou psicológicas. A interação específica entre as drogas e seus alvos é chamada de Acção da Droga e as mudanças observadas são conhecidas como Efeito da Droga.
A psicofarmacologia moderna estuda um grande número de substâncias com vários tipos de propriedades psicoativas, mas a maioria dos estudos são conduzidos em drogas com propriedades médicas, com foco nas interações químicas entre estas e o cérebro humano. 

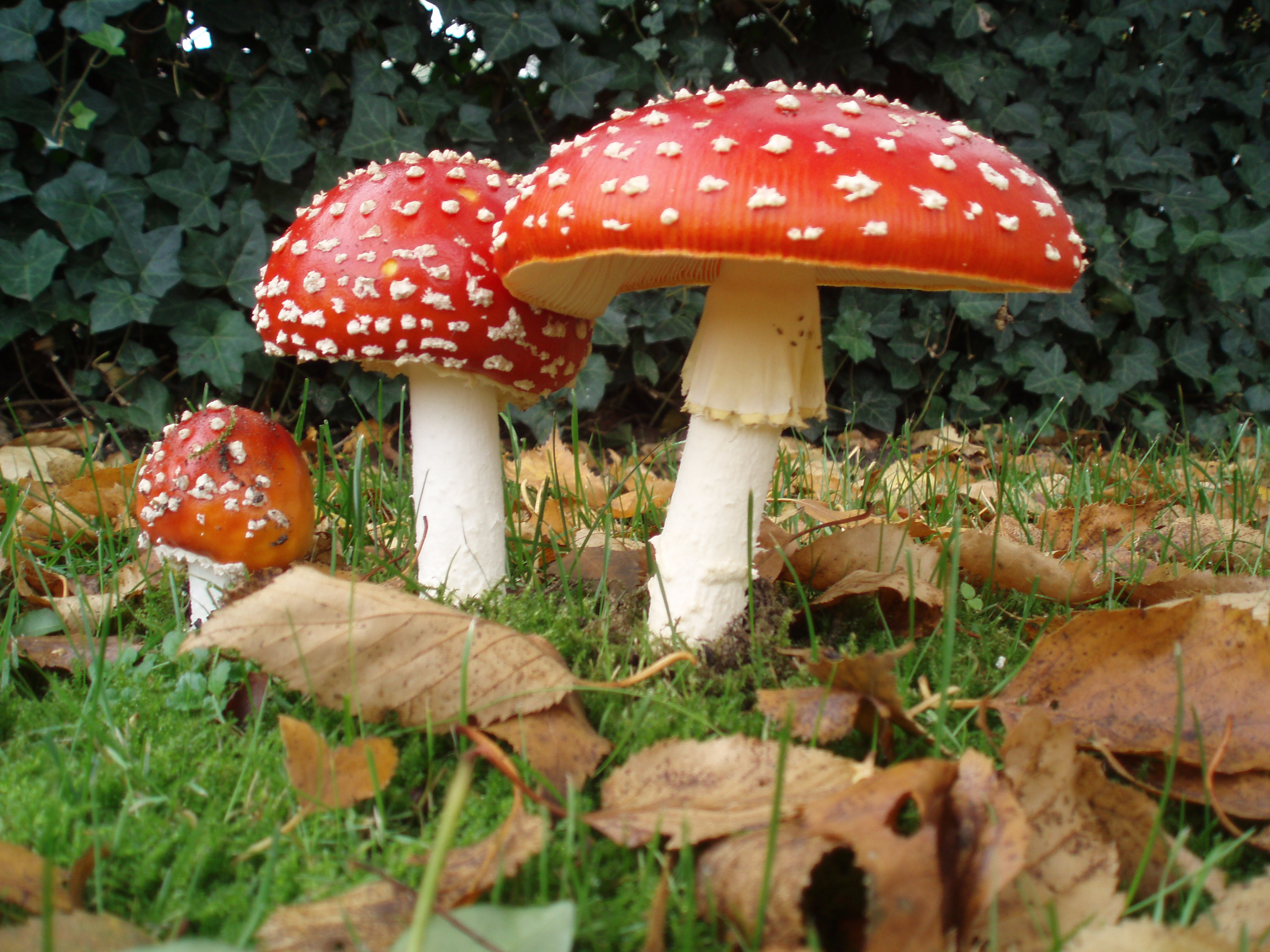
O cogumelo Amanita muscaria, é geralmente citado como fonte de uma das primeiras substâncias psicoativas utilizadas, provavelmente era ingrediente da bebida ritual da cultura védica da antiga Índia conhecida como Soma.

## História
González  em sua “Historia de La Psicofarmacologia”, considera três marcos como possível data de início dessa interdisciplina que é a psicofarmacologia: 
1. a publicação “Du Hachisch et de l' aliénation mentale” em 1845  pelo psiquiatra francês Jacques-Joseph Moreau (1804 -1884);
2. o advento das terapias biológicas com utilização de fármacos tipo Terapia do Sono Profundo de Jakob Klaesi (1930) onde o sono (durante cerca de dez dias), era induzido por meio de drogas narcóticas como hidrato de cloral, paraldeído e barbitúricos; as terapias de convulsão induzidas pelo cardiazol proposta por Ladislau Von Meduna (1896-1964) ou o “choque Insulínico” de Manfred Von Sackel, (1935) e em especial o  interesse suscitado pela descoberta do LSD e outras drogas alucinógenas na década de 1930
3. a efetiva ação de alguns fármacos sobre transtornos psiquiátricos na década de 1950 principalmente o Lítio, 1949; clorpromazina, 1952; meprobamato, 1954; iproniazida, 1957 e clordiazepóxido 1960.

A história desta interdisciplina começou em um tempo medido em milhares de anos, com a descoberta de substancias psicoativas pelo homem, investigadas e experimentadas (por tentativa erro e acerto?) em diferentes culturas. Observe-se porém que algumas plantas ou extratos dela derivados (e/ou quimicamente modificados) usadas nestes períodos imemoriais ainda têm lugar no arsenal terapêutico moderno a exemplo do Ginkgo biloba; Cannabis sativa; Papaver somniferum ; Erythroxylum coca entre outras. Contudo é relativo consenso que a história da psicofarmacologia moderna inicia-se no final da década de 40, quando foram introduzidos os primeiros fármacos com a finalidade específica de tratar os transtornos psiquiátricos. Gorenstein e Scavone (1999) assinalam ainda que data de 1949 o primeiro relato de tratamento da mania com lítio, realizado por John Cade, seguido pela descrição dos efeitos antipsicóticos da clorpromazina em 1952, por Jean Delay e  Pierre Deniker. 

## Antipsicóticos, ansiolíticos e antidepressivos
Há diversas formas de classificar as substancias psicoativas, seja quanto a origem natural (extraída de plantas e animais) ou artificial (sintetizadas); quanto a utilização psicossocial (licitas, ilícitas; recreativas ou terapêuticas, etc) contudo como dito antes há relativo consenso que o nascimento da psicofarmacologia decorreu da utilização terapêutica de tais substancias nos distúrbios mentais.
Nos estágios iniciais, a psicofarmacologia foi usada principalmente para sedação: sedativos administrados para transformar estados excitados em quiescente e estimulantes usados para aumentar a atividade em pacientes deprimidos. Estimulantes como a cafeína e derivados da anfetamina”  Sedativos tipo hidrato de cloral e brometos (brometo de sódio) utilizados no século XIX substituídos por barbituricos no começo do século XX até à descoberta dos alcalóides da Rauwolfia serpentina, a reserpina e derivados da fenotiazina, a clorpromazina, o que deu início ao  tratamento das psicoses  e/ou a categoria psicofarmacológica dos antipsicóticos   Após a década de 1960, o campo da psiquiatria mudou para incorporar as indicações e eficácia dos tratamentos farmacológicos, e começou a se concentrar no uso e toxicidade desses medicamentos. 

### Antipsicóticos
Himwich   comentando as novas drogas psiquiátricas no ano 1955,  “profetizava” que estávamos entrando em uma nova era no estudo e tratamento da doença mental,  ressalta as descobertas da possibilidade de indução química de um estado psicótico semelhante às psicoses com injeções de LSD e diferenciação bioquímica dos estados emocionais da adrenalina e noradrenalina além de destacar a possibilidade de tratamento da esquizofrenia com a reserpina  (mais eficiente em auxiliar pacientes hebefrênicos) e clorprmazina, drogas que segundo ele “acalmam os pacientes sem fazê-los dormir e seus efeitos duram mais tempo que o dos sedativos”. Lieberman e Ogas (o.c.) assinam que  o que diferencia, principalmente, os efeitos da clorpromazina dos sedativos e tranquilizantes é a sua capacidade de intervir especificamente nos sintomas psicóticos tipo alucinação , delírio e confusão mental  ou “pensamento embaralhado", de modo análogo à redução da dor de cabeça ou temperatura com uso da aspirina 

### Ansiolíticos
Ainda na a década de 1950 acompanhando as pesquisas terapêuticas da clorpromazina e grande interesse mobilizado pelo seu sucesso comercial,  a indústria farmacêutica iniciou uma série de pesquisas na linha de tratamento dos distúrbios mentais. Retomou-se o interesse na utilização do meprobamato , comercializado como sedativo com relativos sucesso (o miltown) que resultara posteriormente na descoberta das benzodiazepinas na década de 60 apesar das críticas que se fazia ao tratamento com tranquilizantes das doenças mentais antes da clorpromazina e investiu-se no tratamento de outro antigo flagelo a melancolia e/ou depressão.   Observe-se que até hoje, na farmacologia moderna, critica-se a inadequação do termo tranquilizante, distinguindo-se o efeito sedativo (hipnótico), ansiolítico e antipsicótico por sua atuação em níveis subhipnóticos

### Antidepressivos
O  uso do carbonato de lítio para mania e, em seguida, em rápida sucessão, o desenvolvimento de antidepressivos tricíclicos, a imipramina, seguida pelos inibidores da monoamina oxidase, respectivamente por John Cade  (1912 -1980) e Roland Kuhn (1912- 2005)  foram as principais descobertas da década dos 50 no tratamento da depressão. 
Alguns estimulantes psicomotores tipo a anfetamina introduzido na prática médica nos últimos anos da década de 30 até hoje são utilizados, contudo com o desenvolvimento dos métodos de investigação, com o estabelecimento de estudos controlados com placebo, duplo cego, capacidade de analisar os níveis sanguíneos com relação ao resultado clínico, biomagem e maior sofisticação em ensaios clínicos realizando uma verdadeira dissecação farmacológica, diversos novos fármacos tem sido descobertos.  
Neste processo histórico de pesquisa para “cura” controle dos transtornos afetivos (depressão e transtorno bipolar) não pode deixar de ser mencionado as pesquisas pioneiras de Sigmund Freud (1856-1939) com a cocaína para o esgotamento nervoso e dependência da morfina apesar do insucesso terapêutico  e a  descoberta dos antidepressivos de segunda geração, a fluoxetina, e subsequente pesquisa com os inibidores selectivos da recaptação da serotonina (ISRS ou SSRI) 